# Sucre à la crème

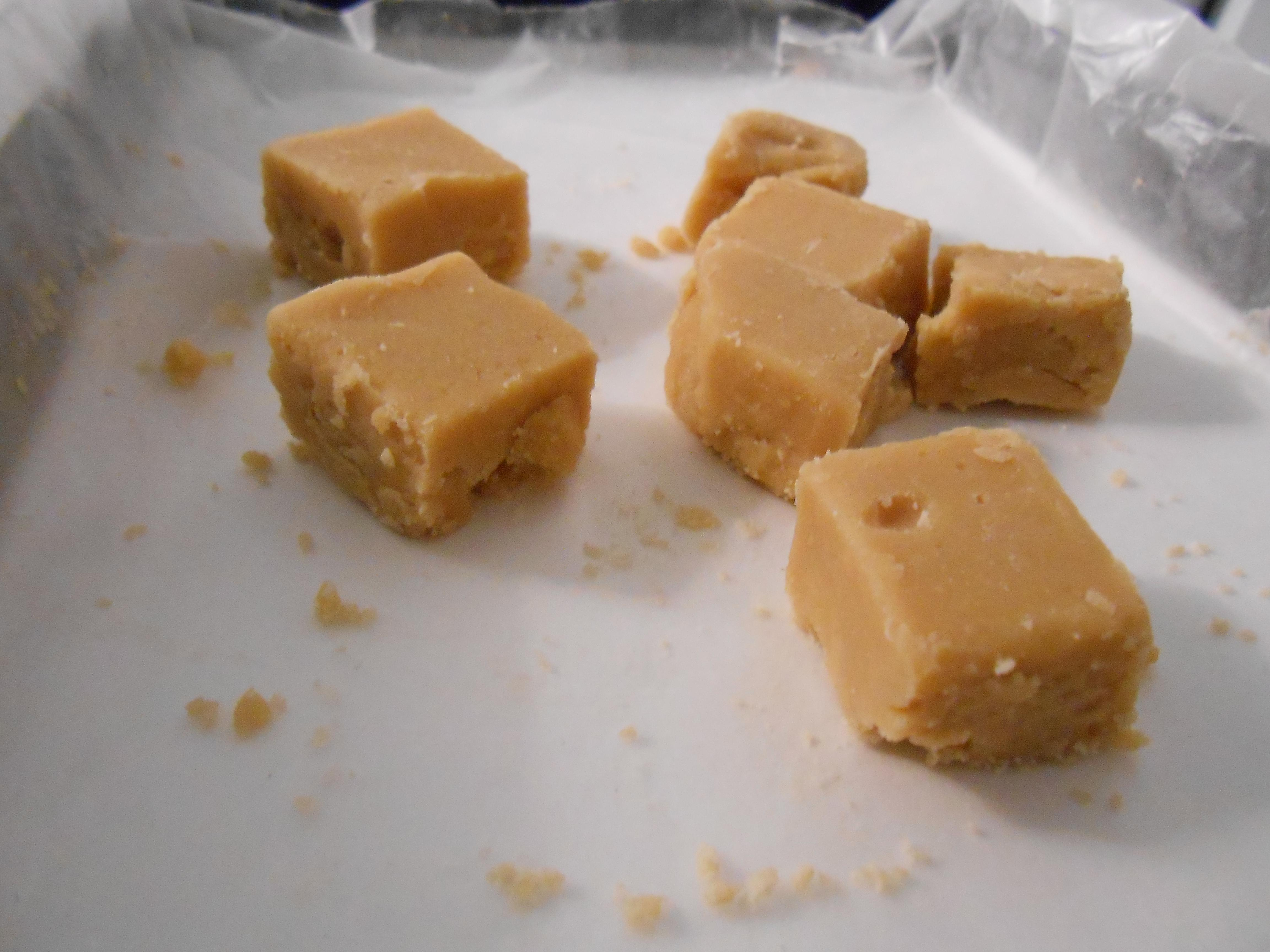
Carrés de sucre à la crème

Le sucre à la crème est une friandise constituée de crème, de sucre, de cassonade et optionnellement de beurre, cuits ensemble jusqu'au petit  boulé, refroidi et ensuite malaxé. Selon la finesse des cristaux obtenus, il peut être granuleux ou très doux. La texture est assez ferme pour qu'il soit coupé et se maintenir. Parfois, des morceaux de noix de Grenoble ou de pacanes sont ajoutés à la recette.
Populaire au Québec et ailleurs au Canada français, cette friandise est généralement servie sous forme de petits cubes en particulier pendant le temps des Fêtes.